# Удалов, Александр Андреевич
Александр Андреевич Удалов (20 сентября 1914, Симбирск — 26 октября 1996, Ташкент) — русский и узбекский советский писатель, переводчик, журналист, редактор, военный корреспондент. Народный писатель Узбекской ССР (1974).

## Биография
Из крестьян. С 1920 года жил с родителями в Ташкенте. После окончания школы, работал на рисоочистительном заводе.
Получил образование. В 1937—1940 годах — главный редактор газеты «Литературный Узбекистан», в 1941—1943 годах — газеты «Комсомолец Узбекистана».
Участник Великой Отечественной войны с 1943 года. Служил корреспондентом дивизионной газеты.
Был редактором Государственного издательства Узбекистана (1953—1956). Редактировал журнал «Звезда Востока» (1960—1965; 1967—1969; 1971—1985). Заместитель председателя Союза писателей Узбекистана (1956—1975).

## Творчество
Свой первый рассказ принёс в редакцию ташкентского журнала в 1936 году, рассказ напечатали. Он назывался «Мужество» и посвящён был борьбе с басмачеством. В 1938 г. вышел сборник его рассказов. Главной темой книги была гражданская война, в которой он не участвовал, но которая так ярко запечатлелась в нём с детских лет. Два года спустя, в 1940 году, вышла новая книга — повесть «Марина».
Автор многих сборников рассказов и повестей, очерков и воспоминаний. Из под его пера вышли романы «Родина-Родина» (1982), «Дни наших домов» (1989). В произведениях писателя правдиво и ярко отображаются жизнь советских людей во всей сложности и красоте многовекового устоявшегося быта и уже новых, рождённых Октябрём, социалистических традиций, на земле Узбекистана, трудовые будни советских людей, героика войны.

## Избранные произведения
- «Марина» (1940);
- «Дети в годы гражданской войны» (1941);
- «В лесу» (1943-49);
- «С моим сердцем» (1947-48);
- «Мои современники» (1950);
- «Однажды летом»,
- «Открыватели мира» (оба — 1957);
- «У синих гор» (1959);
- «Девушки» (1961);
- Собрание сочинений : в 3 томах (1975);
- «Девятая весна» (1978);
- «Однажды летом» (1978);
- «Мы ещё встретимся» (1978);
- «Петька Бубенец»;
- «Прохожий»;
- «Таня»;
- «В новом городе»;
- «Три весёлых друга»;
- «Девочки» (1961; 1981) ;
- Роман «Чаша терпения» (кн. 1—2, 1964—68) повествует об истории Туркестана, о дружбе русского и узбекского народов в начале XX века.

Переводил на русский язык рассказы и повести узбекских авторов.